# Кэмпбелл, Иэн, 12-й герцог Аргайл
Иэн Кэмпбелл, 12-й и 5-й герцог Аргайл (англ. Ian Campbell, 12th and 5th Duke of Argyll; 28 августа 1937 — 21 апреля 2001) — шотландский аристократ и вождь клана Кэмпбелл. Он именовался маркизом Лорном с 1949 по 1973 год. Он также был 5-м герцогом Аргайлом в пэрстве Соединенного Королевства и лордом-лейтенантом Аргайла и Бьюта .
В 1953 году он стал членом Королевского общества поощрения искусств, промышленности и торговли. В чине капитана служил в Аргайл-сатерлендском хайлендском полку. После военной службы он работал в банковской сфере, затем провел четыре года в качестве менеджера по продажам с Rank Xerox Export, регулярно путешествуя за Железным занавесом. В 1968 году он взял на себя управление поместьем замка Инверэри герцогства для своего отца.

## Семейная история
Семья Кэмпбеллов ведет свое происхождение от Гиллеспика Кэмбела, который около девяти веков назад приобрел земли в баронстве Лох-Ко-Аргайл, женившись на своей кузине Айфе, дочери и наследнице Пола ан Споррана, королевского казначея и последнего из клана О’Дуин, потомка Диармида. С 13-го века Лох Кэмпбелл носил титул Маккейлайн Мор, вождя клана Кэмпбелл.
В 1291 году сэр Колин Кэмпбелл из Лох-Хоу был одним из номинантов, со стороны Роберта Брюса, в конкурсе на корону Шотландии. Сэр Дункан Кэмпбелл из Лохоу стал лордом парламента в качестве лорда Кэмпбелла при короле Якове II в 1445 году. Его сын Колин, 2-й лорд Кэмпбелл, был назначен графом Аргайлом в 1457 году. 10-й граф Аргайл был возведен в ранг герцога в пэрстве Шотландии в 1701 году.

## Биография
Родился 28 августа 1937 года. Старший сын Иана Дугласа Кэмпбелла, 11-го герцога Аргайла (1903—1973), от его второй жены Луизы Холлингсворт Моррис Кливс (1904—1970).
После смерти своего отца 7 апреля 1973 года Иан Кэмпбелл унаследовал титулы 12-го герцога и 5-го герцога Аргайла, а также другие дочерние титулы и родовые владения клана Кэмпбеллов. Он стал членом Совета директоров трех винокурен, а в 1977 году — председателем правления Beinn Bhuidhe Holdings Ltd. В 1975 году он был посвящен в рыцари ордена Святого Иоанна. Они проживают в замке Инверэри в Аргайле.
В то время как большинство герцогов и герцогинь Аргайлл похоронены в приходской церкви Килмуна, 12-й герцог и его отец, 11-й герцог, оба решили быть похороненными на острове Инишейл на озере Лох-О. Айона Мэри, герцогиня Аргайл, и её дочь леди Луиза — обе покровительницы Королевского Каледонского бала.

## Образование
Иэн Кэмпбелл вырос в Португалии и Франции, получил образование в Institut Le Rosey в Швейцарии и колледже Гленалмонд в Шотландии, а затем поступил в Университет Макгилла в Канаде, где изучал инженерное дело.

## Семья
4 июля 1964 года Иэн Кэмпбелл женился на Айоне Мэри Колкахун (род. 22 июня 1945), единственной дочери сэра Ивара Колкахуна, 8-го баронета (1916—2008), и его жены Кэтлин Ниммо Дункан (? — 2007). У супругов было двое детей:
- Торквил Иэн Кэмпбелл, 13-й герцог Аргайл (род. 29 мая 1968), преемник отца. Женат с 2002 года на Элеонор Кэдбери (род. 26 января 1973)
  - Арчибальд Фредерик Кэмпбелл, маркиз Лорн и Кинтайр (род. 9 марта 2004), известный как Арчи Лорн.
  - Лорд Рори Джеймс Кэмпбелл (род. 3 февраля 2006)
  - Леди Шарлотта Мэри Кэмпбелл (род. 29 октября 2008).
- Леди Луиза Айона Кэмпбелл (род. 26 октября 1972)[3], муж с 1998 года Энтони Меррик Баррелл (род. 10 января 1969)
  - Тил Айона Баррелл (род. 11 февраля 2005)
  - Альберт Уэстрей Баррелл (род. 4 февраля 2009)

## Титулатура
- 12-й герцог Аргайл (с 7 апреля 1973)
- 5-й герцог Аргайл (с 7 апреля 1973)
- 9-й барон Гамильтон из Хэмилдона (с 7 апреля 1973)
- 8-й барон Саундбридж из Кумбанка (с 7 апреля 1973)
- 14-й баронет Кэмпбелл из Ланди, Форфаршир (с 7 апреля 1973)
- 15-й лорд Кинтайр (с 7 апреля 1973)
- 12-й граф Кэмпбелл и Коуэл (с 7 апреля 1973)
- 12-й виконт Лохоу и Гленила (с 7 апреля 1973)
- 12-й маркиз Кинтайр и Лорн (с 7 апреля 1973)
- 21-й лорд Лорн (с 7 апреля 1973)
- 22-й лорд Кэмпбелл (с 7 апреля 1973)
- 12-й лорд Инверэри, Малл, Морверн и Тири (с 7 апреля 1973)
- 21-й граф Аргайл (с 7 апреля 1973).